# Cerro Pico Truncado
Cerro Pico Truncado es una elevación argentina que se encuentra al sur del municipio de Pico Truncado, Patagonia Argentina. Integra una cadena de cerros a lo largo de un árido cañadón sin vestigios de agua pero con riquezas petroliferas.
En el año 1889 el explorador Carlos V. Burmeister, realizando la misión encomendada por el Museo Nacional de Buenos Aires, recorre el Valle del río Deseado donde observa un cerro con cúspide en forma de cono truncado, al que bautiza con el nombre de “Monte Pico Truncado”, de 291 m s. n. m.
Es un hermoso lugar para visitar y recorrer con familia o amigos, en la cima de éste hay una coloración extraña en la tierra, que se vuelve de un tono rojizo.